# Mihail Alekszandrovics Bakunyin
Mihail Alekszandrovics Bakunyin (oroszul: Михаил Александрович Бакунин, 1814. május 30., Prjamuhino, Tveri terület, Oroszország – 1876. június 13., Bern, Svájc) orosz anarchista filozófus, író, politikus, forradalmár.

## Élete
Nemesi családból származott és már korán mély benyomást tett rá a jobbágyok alávetett, nyomorult helyzete. A katonatiszti pályát félbehagyva Berlinbe ment filozófiát tanulni, s korán megismerkedett a baloldali hegeliánusok társadalomkritikai eszméivel. Párizsban belépett egy szabadkőműves páholyba, de csak későbbi olaszországi tartózkodása során vett részt szabadkőműves tevékenységben.  Részt vett a német forradalomban, de a drezdai felkelés után Ausztriába toloncolták, ahonnan kiadták a cári hatóságnak. Hat évet töltött cári börtönökben, eközben írta meg nevezetes Gyónását, amelyben a cár előtt feltárta európai tevékenységeit, az uralkodó bocsánatáért esedezve. Ezt azonban nem kapta meg, Szibériába száműzték, ahonnan 1861-ben Japánon keresztül sikerült megszöknie és visszatérnie Európába.

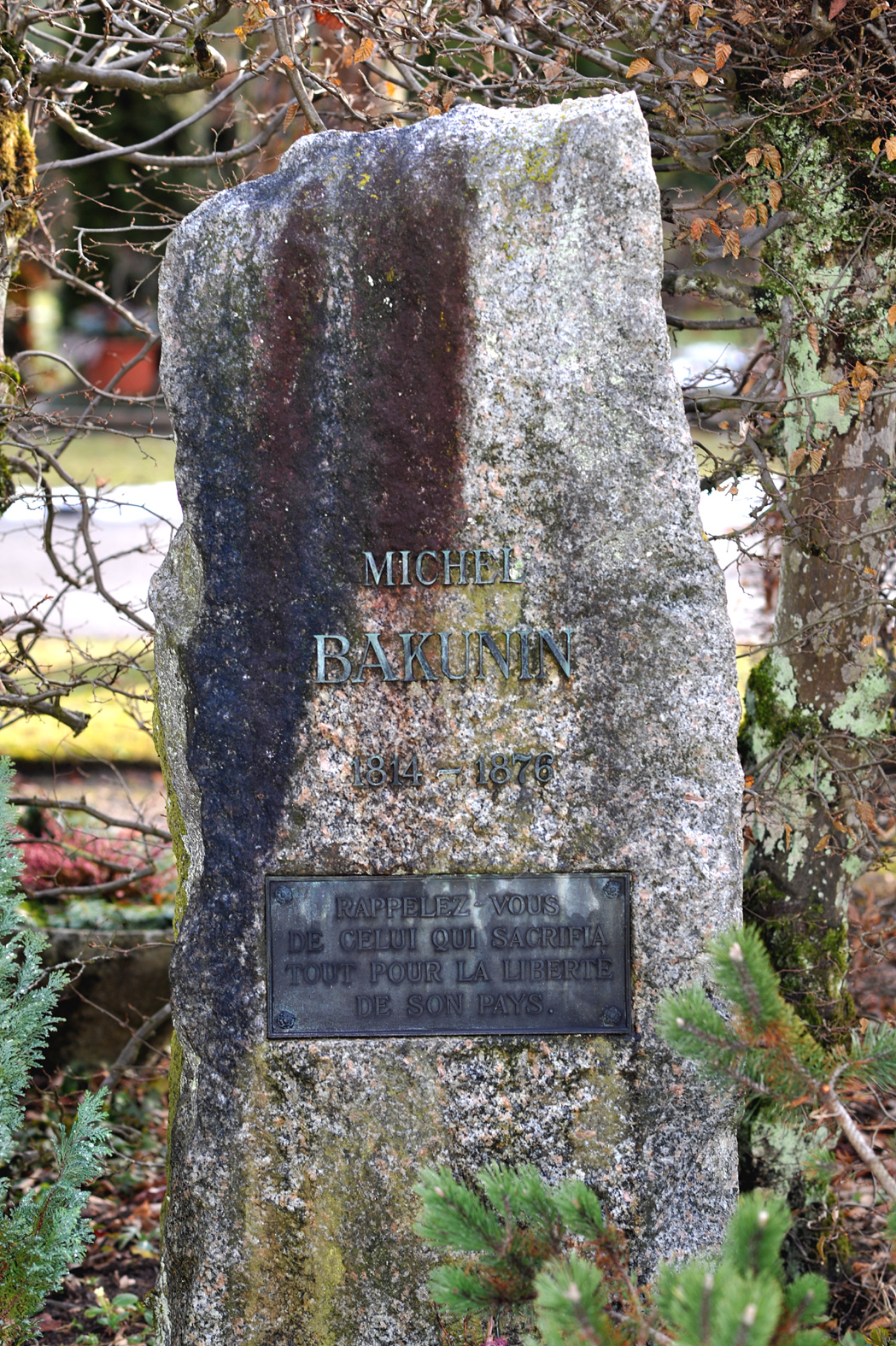
Bakunyin sírja Bernben

Bakunyin későbbi évei sem voltak kevésbé mozgalmasak: úgy látszik, az jutott osztályrészéül, hogy egész életében bukott forradalmakban vegyen részt. Tagja lett a Nemzetközi Munkásszövetség orosz szekciójának, de nem szívesen vett részt a munkásmozgalom konkrét szervezésében. Ehelyett Olaszországban, ahol élt, az anarchista mozgalmat építgette és létrehozott egy Alliance elnevezésű külön nemzetközi fórumot genfi székhellyel, amelyet szeretett volna elismertetni az Internacionálé részének, de ez Marx ellenállásába ütközött. Marx a munkásmozgalom kezdetleges, szektás formájának tartotta az anarchizmust, amely természetes módon fejezte ki a fejletlen polgári viszonyok közötti antikapitalista szellemet. Bakunyint végül nézetei és párhuzamos szervezkedései miatt kizárták az I. Internacionáléból, de az anarchizmus terjedését nehezen lehetett meggátolni. Bakunyin a kommün oldalán is harcolt, s annak bukása után Svájcba menekült, ahol néhány év múlva – még egy utolsó, bolognai forradalmi kísérlet után – Bernben halt meg.

## Politikai nézetei

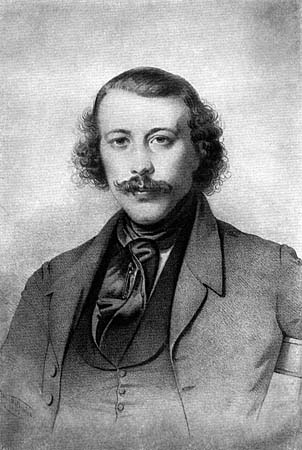
A fiatal Bakunyin

Államiság és anarchia című művében, melyet oroszul írt, az orosz forradalmárok számára igyekezett megvilágítani a nyugati forradalmi eszméket és az anarchizmus lényegét. A legnagyobb hatást a fiatal narodnyik értelmiségiekre gyakorolta. A szabadságért folyó küzdelem lelkes híveként lépett fel, aki meghirdette a szent lázadást minden elnyomás és kizsákmányolás ellen. Bár a társadalomkritikai marxista gazdaságtani megalapozást elfogadta, elemzéseiben általában figyelmen kívül hagyta a gazdasági tényeket, és élesen elutasította a szervezett politikai harc és az állam szerepének marxi felfogását. A Nemzetközi Munkásszövetség vezetőségében Marxot elméleti despotizmussal vádolta, és intrikus jellemnek állítva be a német gondolkodót, szemére vette, hogy rá akarja erőltetni nézeteit a mozgalomra, s olyan állami szocializmust készít elő, amely egy új tekintélyuralmat teremt majd. Nem értett egyet sem a szervezett munkáspártok, sem a mozgalom egységes ideológiájának szükségével, s mindkettőben a másként gondolkodók elnyomásának eszközét látta.
Bakunyin a szabad spontaneitás híve volt – az állam és a vallás szerinte minden korban összefogtak az ember szabad, spontán öntevékenysége ellen, hogy leigázzák. Az ember eredendő jósága és társas mivolta, ha el nem nyomják, szerinte spontán módon is önkéntes egyesüléshez vezet, olyan közösségek kialakulásához, amelyekben a tulajdon közös, és ahol mindenki szabadon kibontakoztatja képességeit. A tulajdon és a hatalom elleni lázadás szent ösztöne leginkább azokban van meg, akik a perifériára szorultak, s tőlük fog kiindulni a kapitalizmus megdöntése. A leginkább forradalmi lelkületűnek a szláv és a latin népeket tartotta, szemben a németek és a franciák etatista hajlamával. Elutasította a kommunista és szocialista pártok gyámkodását, szerinte a proletariátusnak magának kell megszerveznie saját felszabadítását. Az elmélet uralmával szemben a közvetlen akció fontosságát hangsúlyozta, amely erőszakos, először „termékeny rendetlenséget” teremt, ami a tömegeket ellenállásra indíthatja a fennálló uralmi renddel szemben. A kapitalista rendszer megdöntését szerinte azzal kell kezdeni, hogy szétzúzzák az uralkodó hatalom központi intézményeit, elfoglalva a városházát, a közigazgatás legfontosabb épületeit stb.

## Utóélete
Bakunyin nézetei főleg az olasz és spanyol anarchizmus kifejlődésére voltak hatással, de sok későbbi orosz anarchista is az ő írásaiból merített inspirációt.

## Magyarul megjelent művei
- Gyónás; ford. Szabó Mária, utószó, jegyz. Kun Miklós; Európa, Bp., 1983 (Emlékezések)
- Államiság és anarchia. Két párt harca a Nemzetközi Munkásszövetségben; utószó, jegyz. Kun Miklós, ford. Gereben Ágnes; Gondolat, Bp., 1984 (Politikai gondolkodók)